# اسلوپ کلاس فونیکس
اسلوپ کلاس فونیکس (به انگلیسی: Phoenix-class sloop) یک کلاس از اسلوپ‌ها است که طول آن ۱۸۵ فوت (۵۶ متر) می‌باشد.